# Kraftidiot
Kraftidiot er en dansk version af den tyske roman "Vollidiot" som udkom fra Tyskland i 2004, forfattet af Tommy Jaud. Bogen udkom i august 2008.
Bogen er en særlig dansk version baseret på det tyske forlæg. Alle personer, dialogen, beskrivelser osv. i bogen er som i den tyske udgave, men "kulisserne" er fuldstændig tilpasset danske forhold således at den danske udgave foregår i København. Der er tale om en slags mændenes udgave "Nynnes dagbog/Bridget Jones' dagbog", og bogen handler om den 29-årige Simon som jager sit livs kærlighed mens han kæmper med uforstående venner, en irriterende chef og en masse andre kaotiske problemer.
Romanen er udgivet af forlaget arlings.com .